# 鹿特丹 (紐約州普查規定居民點)
鹿特丹（英語：Rotterdam）是位於美國紐約州斯克內克塔迪縣的普查規定居民點。

## 人口
根據2020年美國人口普查的數據，鹿特丹的面積為21.26平方千米，當中陸地面積為21.25平方千米，而水域面積為0.01平方千米。當地共有人口22968人，而人口密度為每平方千米1,080.34人。